# Gosel Schagulyjewa
Gosel Schagulyjewa (Gozel Shagulyeva, Amangözel Şagulyýewa turkmenisch Гозель Шагулыева geb. 11. August 1940) ist eine Dichterin aus Turkmenistan. Sie begann bereits in jungen Jahren Gedichte zu verfassen und ist zu einer prominenten Persönlichkeit der Kultur von Turkmenistan geworden. Sie schreibt vor allem über ihre Verehrung und Bewunderung für turkmenische Politiker, inklusive die ehemaligen Präsidenten Gurbanguly Berdimuhamedow und Saparmurat Niyazov; sie wurde 2015 von Berdimuhamedow mit dem Titel Heldin von Turkmenistan (Türkmenistanyň Gahrymany) ausgezeichnet. Ihre Schriften wurden jedoch wegen ihrer schmeichlerischen Art kritisiert.

## Leben

### Jugend
Gozel Shagulyeva wurde am 11. August 1940 in der Region Mary geboren. Sie war die älteste von sechs Kindern. Ihr Vater erzählte ihr in ihrer Jugend Märchen und sie begann mit 11 Jahren Gedichte für eine Schülerzeitung zu schreiben.

### Karriere
Shagulyevas Gedichte sind bekannt für ihren schäumenden Enthusiasmus und ihre Bewunderung für Präsident Gurbanguly Berdimuhamedow. Oft bezeichnet sie ihn mit dem Titel turkmenisch Arkadag („Beschützer“), zum Beispiel in ihrem Gedicht „Ja budu schit, poswjaschtschaja ody tebe“ (Ich will leben, hingegeben an dich) und „Ty welik, kak Wselennaja, Arkadag“ (Du bist so groß wie das Universum Arkadag!). In ihren früheren Werken verherrlichte sie in ähnlicher Weise Saparmurat Niyazov, den ersten Präsidenten von Turkmenistan; sie schrieb über ihn: Wenn er sterben würde, würde sie auch sterben und sie hätte „kein Leben ohne ihn“ (no life without him). 2015 wurde sie von Berdimuhamedow als Heldin von Turkmenistan ausgezeichnet. Anlässlich der Verleihung der Altyn Aý-Medaille (Goldener Mond-Medaille) wurde auch ihr Gedichtband Göwün otyr aý içinde veröffentlicht.
Nach der Restaurierung der Seyit Jemalletdin Moschee 2016 traf Shagulyeva auf eine Delegation aus den Vereinigten Staaten (unter anderem Allan Mustard, dem Botschafter der US in Turkmenistan). Das Treffen sollte die Stärke der turkmenisch-amerikanischen Beziehungen unterstreichen. Die Restaurierung wurde durch Mittel der Vereinigten Staaten finanziert und in einer Presseerklärung der amerikanischen Botschaft beschreibt Shagulyeva als „berühmte turkmenische Poetin“ („a famous Turkmen poet“).
Ihr Schreiben über Berdimuhamedow führte 2018 jedoch zu Kritik durch Eurasianet, wo sie sie für ihr Gedicht „Der Bote des Himmels kam zur Erde herab“ („The Messenger of Heaven Descended to Earth“), das anlässlich von Berdimuhamedows Geburtstag geschrieben und auf der Titelseite von Neytralny Turkmenistan, der staatlichen Zeitung von Turkmenistan, veröffentlicht wurde, als „kriecherisch und feige“ („sycophantic and craven“) beschrieben wurde. Sie werde als unsterbliche „Hofschmeichlerin“ („court flatterer“) mit einem „umfangreichen, krötenfressenden poetischen Werk“ („voluminous toadeating poetic oeuvre“) in Erinnerung bleiben.